# Antiochos 5. af Seleukideriget
Antiochos 5. Eupator (født ca. 173 f.Kr., død 162 f.Kr.) var konge af Seleukideriget 164 f.Kr. til 162 f.Kr.
Antiochos 5. var søn af kong Antiochos 4. Epifanes og Laodike 3.